# Sommer-Paralympics 2004/Leichtathletik/Dreisprung
Die Ergebnisliste der Dreisprung-Wettbewerbe bei den Sommer-Paralympics 2004 in Athen

## Männer

### F11
| Platz | Land | Athlet             |
| ----- | ---- | ------------------ |
| 1     | CHN  | Li Duan            |
| 2     | AZE  | Zeynəddin Bilalov  |
| 3     | RUS  | Sergey Sevostianov |

### F12
| Platz | Land | Athlet               |
| ----- | ---- | -------------------- |
| 1     | CHN  | Qifeng Duan          |
| 2     | BLR  | Aliaksandr Kuzmichou |
| 3     | UKR  | Ivan Kytsenko        |

### F46
| Platz | Land | Athlet         |
| ----- | ---- | -------------- |
| 1     | UKR  | Anton Skachkov |
| 2     | CHN  | Wen Jie Mai    |
| 3     | CHN  | Hong Wei Zhang |